# Henodus
Henodus byl rod plakodonta, žijícího v době před asi 230 miliony let (svrchní trias) na území současného Německa. Formálně popsán byl v roce 1936.

## Popis

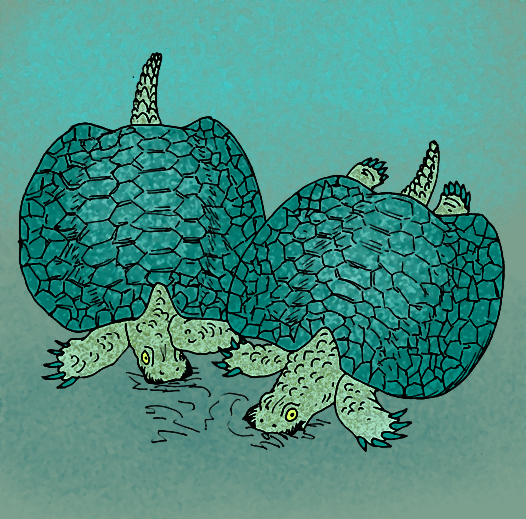
Henodus - rekonstrukce

Jediným známým druhem tohoto rodu je Henodus chelyops. Z plakodontů se nejvíce podobal současným želvám. Na hřbetě měl velký krunýř, který jej chránil před útočníky. Henodus měl na každé straně úst jeden zub, zbytek zubů byl nahrazen „zobákem“, kterým požíral mořské korýše. Na pevnině trávil poměrně málo času. Na délku měřil pouze okolo 1 metru.